# USSR International 1987
Die USSR International 1987 im Badminton fanden vom 29. Oktober bis zum 1. November 1987 in Moskau statt.

## Sieger und Platzierte
| Disziplin    | Gold                                   | Silber                                  | Bronze                             |
| ------------ | -------------------------------------- | --------------------------------------- | ---------------------------------- |
| Herreneinzel | Jens Olsson                            | Andrei Antropow                         | Patrik Andreasson                  |
| Herreneinzel | Jens Olsson                            | Andrei Antropow                         | Vitaliy Shmakov                    |
| Dameneinzel  | Vlada Belyutina                        | Irina Rozhkova                          | Catrine Bengtsson                  |
| Dameneinzel  | Vlada Belyutina                        | Irina Rozhkova                          | Suzanne Louis-Lane                 |
| Herrendoppel | Andrei Antropow Sergey Sevryukov       | Peter Axelsson Jens Olsson              | Miles Johnson Andy Salvidge        |
| Herrendoppel | Andrei Antropow Sergey Sevryukov       | Peter Axelsson Jens Olsson              | Max Gandrup Thomas Lund            |
| Damendoppel  | Svetlana Belyasova Elena Rybkina       | Charlotte Madsen Lisbet Stuer-Lauridsen | Tatyana Litvinenko Viktoria Pron   |
| Damendoppel  | Svetlana Belyasova Elena Rybkina       | Charlotte Madsen Lisbet Stuer-Lauridsen | Lotte Olsen Pernille Dupont        |
| Mixed        | Jon Holst-Christensen Charlotte Madsen | Sergey Sevryukov Irina Rozhkova         | Thomas Lund Pernille Dupont        |
| Mixed        | Jon Holst-Christensen Charlotte Madsen | Sergey Sevryukov Irina Rozhkova         | Vitaliy Shmakov Svetlana Belyasova |

## Finalergebnisse
| Disziplin    | Sieger                                 | Finalist                                | Ergebnis           |
| ------------ | -------------------------------------- | --------------------------------------- | ------------------ |
| Herreneinzel | Jens Olsson                            | Andrei Antropow                         | 15–12, 15–4        |
| Dameneinzel  | Vlada Belyutina                        | Irina Rozhkova                          | 11–2, 10–12, 12–11 |
| Herrendoppel | Andrei Antropow Sergey Sevryukov       | Peter Axelsson Jens Olsson              | 15–7, 15–7         |
| Damendoppel  | Svetlana Belyasova Elena Rybkina       | Charlotte Madsen Lisbet Stuer-Lauridsen | 15–2, 17–14        |
| Mixed        | Jon Holst-Christensen Charlotte Madsen | Sergey Sevryukov Irina Rozhkova         | 17–15, 15–4        |